# Crucifige (film 1919)
Crucifige (Kreuziget sie!) è un film muto del 1919 diretto da Georg Jacoby.

## Produzione
Il film fu prodotto da Paul Davidson per la Projektions-AG Union (PAGU).

## Distribuzione
Distribuito dall'Universum Film (UFA), in Germania il film fu proiettato per la prima volta in pubblico a Berlino nel giugno 1919. Alla commissione di censura, il film fu presentato con il titolo Die Frau am Scheidewege; a Berlino e a Monaco, il visto di censura ne vietava la visione ai minori.